# Xã Albano, Quận Stafford, Kansas
Xã Albano (tiếng Anh: Albano Township) là một xã thuộc quận Stafford, tiểu bang Kansas, Hoa Kỳ. Năm 2010, dân số của xã này là 53 người.